# Papuwa
Nangoku Shounen Papuwa-kun (яп. 南国少年パプワくん) — японская сёнэн-манга, автором которой является Ами Сибата. Публиковалась издательством Square Enix в журнале Monthly Shōnen Gangan с апреля 1991 года по июнь 1995 года. Всего выпущено 7 томов манги. С апреля 2002 года выпуск манги возобновился и продолжался до апреля 2008 года. Всего было выпущено 14 томов манги.
По её мотивам студией Nippon Animation был выпущен аниме-сериал, который транслировался по телеканалу TV Asahi с 10 октября 1992 года по 2 октября 1993 года. Всего выпущены 42 серии аниме. Второй сезон аниме транслировался по телеканалу TV Tokyo с 30 сентября 2003 года по 30 марта 2004 года. Сериал был дублирован на английском языке и транслировался на территории Тайваня.

## Сюжет
Действие происходит в неизвестном острове на юго-востоке, где обитает мальчик по имени Папуа, однако его мирная жизнь нарушается после прибытия на остров Синтаро, которого преследовали бандиты. После Папуа забирает у Синтаро драгоценный камень, который даёт Чаппи, что делает Папуа и Синтаро новыми соперниками. Вскоре на остров попадает таинственный мальчик Котаро из голубого клана, страдающий амнезией, которого Папуа решают приютить. Папуа не подозревает, что оказался втянут в борьбу между голубым и красным кланами. Во втором сезоне действие происходит через 4 года после начала основных событий.

## Список персонажей
- Папува (яп. パプワ)

Сэйю: Мотоко Кумай
Главный герой и мальчик, одетый лишь в повязку из травы. Обладает уникальными способностями, которые позволяют ему например дышать под водой в течение трёх часов. Он оказывается выброшенным на берег вместе с Чаппи и Котаро. Является наследником красного камня надежды.
- Чаппи (яп. チャッピー)

Сэйю: Каппэй Ямагути
Зверь, похожий на кошку и собаку. Носит на шее голубой камень, который Папува в начале истории украл у Синтаро. Единственное животное, которое на протяжении всей истории не говорит, но во время сражений может использовать силу камня.
- Котаро/Ротаро (яп. コタロー/ロタロー)

Сэйю: Санаэ Кобаяси
Один из главных героев и женоподобный мальчик из голубого клана. Является сильнейшим в своём клане и из-за того, что представлял угрозу для остальных — провёл большею часть своей жизни запертым в своём помещении и в течение последних четырёх лет до основных событий провёл в состоянии комы. После пробуждения страдает амнезией и боится, что если вернёт свою память, то снова станет опасным и поэтому меняет своё имя на Ротаро.
- Ликвид (яп. リキッド)

Сэйю: Хироки Такахаси
Раньше служил элитном подразделении ганма Армии, сейчас живёт на острове и выполнять роль горничного в доме Ганмы. Позже становится объектом преследования Умако, единственной женщины в острове.
- Дзян (яп. ジャン)

Лучший друг Сервис. Считался долгое время погибшим, так как был смертельно ранен Лузаром за 25 лет до основных событий. Изначально вместе с Синтаро был создан для защиты красного клана от голубого. Однажды он пошёл против своих хозяев и присоединился к голубому клану, вступив в ганмо-армию. Из-за этого тело Дзяна было взорвано, красный Хисэнки решает восстановить тело Дзяна и сделать его ещё сильнее, и помещает душу Дзяна в тело Синтаро.
- Синтаро (яп. シンタロー)

Сэйю: Хикару Морикава
Главнокомандующий армии Ганма и один из главных героев. Сильно завидует своему младшему брату Котаро, так как не обладает такой силой, как он. Также единственный в голубом клане, не имеющий светлых волос. В дружеских отношениях с Папува.
- Магик (яп. マジック)

Сэйю: Кэндзи Номура
Отец Котаро и бывший главнокомандующий ганма-армии. Как и Котаро, обладает силой клана.

## Критика
Карл Кимлингер, критик сайта Anime News Network отметил, что первый том манги получился идеальной и чистой комедией, однако слишком прямолинейной и однообразной, поэтому быстро надоедает. В результате сюжет манги и её экранизаций получился попросту пустым, а весь юмор сводится к издевательством над солдатами голубой армии и шутками над гомосексуализмом. Аниме-экранизация получила анимацию среднего качества, фоновая музыка также ничем особенным не отличается.